# Глен Купър
Д-р Глен Ло̀рънс Ку̀пър (на английски: Dr. Glenn Lawrence Cooper) е американски писател на бестселъри в жанра исторически трилър. Той също е археолог, лекар в областта на фармакологията, сценарист и продуцент.

## Биография и творчество
Глен Купър е роден на 8 януари 1953 г. в Уайт Плейнс, Ню Йорк, САЩ. Завършва с отличие бакалавърска степен по археология в Харвард и участва в археологически разкопки в Англия. Археологията не го запленява и той се насочва към други дейности.
Завършва с магистърска степен по медицина в Университета „Тафтс“ и преди да стане лекар, специализира по вътрешни и инфекциозни болести, и тропическа медицина в болниците „New England Deaconess“ и „Massachusetts General“. Прави кариера в областта на научните изследвания като заема множество изпълнителни длъжности, включително на различни клинични и регулаторна позиции в „Eli Lilly“ (06.1980 – 07.1990). Д-р Купър е участвал в разработването, одобрението и пускането на пазара на множество лекарства, включително „Прозак“, „Axid“, „Lorabid“, „Ceclor“, и др. След това става президент и главен изпълнителен директор на „Transcell Technologies, Inc“, вицепрезидент и главен оперативен директор на „Sphinx Pharmaceuticals Corporation“ (08.1990 – 09.1992), президент и главен изпълнителен директор на „Progenitor, Inc“ (09.1992 – 06.1994).
През май 1993 г. д-р Купър става директор, а през 2000 г. главен изпълнителен директор на „Indevus Pharmaceuticals, Inc.“, компания за биотехнологии в Масачузетс, фокусирана върху урология и ендокринология. В рамките на неговия мандат, Indevus нарасва от 25-служители в компанията на етап на развитие до напълно интегрирана фармацевтична организация с пет продукта, които се предлагат на пазара, и над 100 милиона долара годишни продажби. През 2008 г. компанията е придобита от „Endo Pharmaceuticals, Inc.“ (където той остава като съветник), а от август 2009 г. д-р Купър става член на Съвета на директорите на корпорацята „Repligen“. От 2009 г. е член на борда на директорите на компания „Gentium“ и съветник на „Coronado Biosciences, Inc.“.
Вечер и през почивните дни пише сценарии, които се опитва да продаде в Холивуд. Завършва курсовете за магистърската степен по кино в Бостънския университет. Създава независимата филмова продуцентска компанията „Lascaux Pictures“ със седалище в Бостън и през 2005 г. участва на кинофестивала „Трайбека“ с психологическия хорор трилър „Long Distance“.
През 2009 г. издава първата си книга „Библиотеката на мъртвите“. Чрез този апокалпитичен исторически трилър Купър въвежда героя си агент Уил Пайпър и дава началото на серията книги за неговите приключения. Книгата е съвършено съчетание между модерен трилър и историческа загадка. Тя веднага става бестселър и е разпространена в повече от двайсет държави.
Успешният му дебют го стимулира да продължи да пише неуморно. Освен серията „Уил Пайпър“ пише и самостоятелни романи. Работата му е улеснена от предишния му богат опит и интересни преживявания в областта на археологията, средновековната история и биотехнологиите. За всяка своя книга той прави проучвания за местата, традициите и дори на такива теми като квантовата физика.
Всяка негова книга влиза в списъците на бестселърите. Преведен е на повече от 30 езика и повече от 40 страни, в милионни тиражи. Романите му са особено добре приети в Европа. „Аз съм особено благодарен, че разпространението на моите книги е особено силно в Европа, където те неизменно присъстват в списъците на десетте най-добри по продажби в Италия, Испания, Франция, Германия и Великобритания.“ – казва Глен Купър.
Той живее в Уейланд, Масачузетс в една от най-старите къщи в Америка. На 20 ноември 2012 г. получава почетно гражданство от италианския град Солофра в Кампаня, Италия.

## Произведения

### Серия „Уил Пайпър“
1. Библиотеката на мъртвите, Library of the Dead (издаден и като „Secret of the Seventh Son“) (2009)
2. Книга на душите, Book of Souls (2010)
3. Библиотекарите, The Keepers of the Library (2012)

### Серия „Прокълнати“
1. Дупка в тъканта, Down: Pinhole (2014)
2. Down: Portal (2015)
3. Down: Floodgate (2016)

### Самостоятелни романи
- Десетата зала, The Tenth Chamber (2010)
- Ще дойде дяволът, The Devil Will Come (2011)
- Покана за задгробен живот, Near Death (2012)
- Възкресителят, The Resurrection Maker (2014)
- The Quantum Priest (2016)

### Филмография
- 2005 Long Distance – филм, хорър – с Моника Кийна, Иван Мартин и Кевин Чапман
- 2008 The Incurables – документален ТВ сериал, сценарист на серията за Глен Мур
- 2012 Dark Feed – филм, хорър – с Евалена Мари, Майкъл Скот Алън и Майкъл Рийд